# De underjordiska (novell)
De underjordiska (The Mound) är en kortroman av den amerikanske författaren H.P. Lovecraft som spökskrevs 1929–1930 på en idé av den amerikanska novellisten Zealia Bishop. Den kom inte ut under Lovecrafts levnad och kortades påtaglig av August Derleth efter Lovecrafts bortgång. Kortromanen utkom första gången i novemberupplagan 1940 av den amerikanska science fiction- och skräcktidskriften Weird Tales.
På svenska utgavs novellen 2013 av Hastur förlag i novellsamlingen Medusas hår och andra skräckberättelser. Översättningen är gjord av Martin Andersson och Jonas Wessel.

## Bakgrund
Kortromanen skrev på Bishops idé "Det finns en indiansk gravhög här i närheten som hemsöks av ett spöke utan huvud. Ibland är det en kvinna". Utifrån detta "händelsefrö" skrev Lovecraft en uppföljare till Yigs förbannelse, med samma huvudperson och formade en berättelse som var nästan 30 000 ord lång, långt mer än vad uppgiften krävde. Den kan därför ses som en betydelsefull milstolpe i hans egen litterära produktion. Den förebådar till exempel den dekadenta civilisationen i K'n-yan och andra främmande civilisationer i Vansinnets berg och Skuggan ur tiden.

## Handling[1]
Berättelsen handlar om en etnolog som besöker staden Binger i Oklahoma. Binger i Caddo County är en stad som finns i verkligheten, cirka 100 km sydost om Oklahoma City. Etnologen vill undersöka vissa historier som spridits om en underjordisk håla, som ska hemsökas av en märklig indian på dagarna och en kvinna utan huvud på nätterna. Den lokala befolkningen undviker platsen och personer som kommer i dess närhet sägs försvinna eller återvända galna och förändrade. Med stor skepticism från början undersöker han området och gör märkliga fynd.

## Utgivning
Novellen var en av tre som Lovecraft skrev åt Bishop. De andra var Yigs förbannelse (originaltitel The Curse of Yig) och Medusas hår (Medusa's Coil). Kortromanen blev refuserad av Weird Tales på grund av dess längd. Lovecrafts vän, Frank Belknap Long, tillika Bishops agent, förkortade texten, för att göra den publicerbar. August Derleth förkortade den ytterligare, varefter den publicerades i Weird Tales novembernummer 1940. Originaltexten utkom 1989 i en samling av spökskrivna Lovecraft-noveller, The Horror in the Museum and Other Revisions, 1989. Den karaktäriseras ibland som novell, varvid den förkortade versionen avses, och ibland som kortroman, varvid den oavkortade originalversionen avses.